# Кадоган, Джеральд, 6-й граф Кадоган
Джеральд Окли Кадоган, 6-й граф Кадоган (англ. Gerald Oakley Cadogan, 6th Earl Cadogan; 28 мая 1869 — 4 октября 1933) — британский пэр и профессиональный военный.
Титулы: граф Кадоган (с 6 марта 1915), 6-й виконт Челси, Миддлсекс (с 6 марта 1915), 4-й барон Окли из Кавершема, Оксфордшир (с 6 марта 1915), 8-й барон Кадоган из Окли, Бакингемшир (с 6 марта 1915 года).

## Биография
Родился 28 мая 1869 года. Третий сын Джорджа Генри Кадогана, 5-го графа Кадогана (1840—1915), и его первой жены, леди Беатрис Джейн Крейвен (1844—1907), дочери Уильяма Крейвена, 2-го графа Крейвена. Два его старших брата, Альберт Кадоган, виконт Челси (1866—1878), и Генри Кадоган, виконт Челси (1868—1908), скончались, не оставив наследников мужского пола.
6 марта 1915 года после смерти своего отца Джеральд Окли Кадоган унаследовал титул 6-го графа Кадогана и остальные родовые титулы.
Он поступил на военную службу британскую армию в чине лейтенанта лейб-гвардии, но получил штабное назначение в качестве адъютанта (адъютанта) своего отца, когда последний стал лордом-лейтенантом Ирландии в 1895 году. Кадоган продолжал работать дополнительным адъютантом лорда Дадли, который стал лордом-лейтенантом в августе 1902 года, но ушел вместе с ним в отставку в 1905 году.
В июле 1897 года Джеральд Кадоган был назначен капитаном 3-го батальона (ополчения Западного Саффолка) Саффолкского полка. В январе 1900 года он был откомандирован на действительную службу в качестве офицера специальной службы в Южной Африке во время Второй англо-бурской войны, и покинул Саутгемптон в начале следующего месяца на борту SS Canada. Позже он служил в полиции Южной Африки под командованием военного губернатора Претории и вернулся в Лондон в январе 1902 года.
В 1919 году он стал командором Ордена Британской Империи (CBE) и стал заместителем лейтенанта (DL) Саффолка. Ему было присвоено звание почетного подполковника Саффолкского добровольческого полка Добровольческого учебного корпуса. Он был членом Международного олимпийского комитета с 1922 по 1929 год. В этой роли он изображен актёром Патриком Мэги в фильме 1981 года «Огненные колесницы» как призывающий бегуна Эрика Лидделла появиться на мероприятии, где принц Уэльский будет присутствовать в воскресенье на летних Олимпийских играх 1924 года в Париже.
После его смерти в 1933 году в возрасте 64 лет ему наследовал его сын Уильям Джеральд Чарльз Кадоган, 7-й граф Кадоган. Его вдова Лилилан Кадоган снова вышла замуж в 1941 году за подполковника Гарольда Эверарда Хамбро (1876—1952).
Калфорд-Парк, семейная резиденция, был продан и теперь является частной школой.

## Семья
7 июня 1911 года в Крайст-Черч, Мейфэр, Лондон, Джеральд Кадоган женился на Лилиан Мэри Коксон (? — 24 ноября 1973), дочери Джорджа Стюарта Коксона. У супругов было трое детей:
- Леди Беатрис Лилиан Этель Кадоган (12 мая 1912—1999), 1-й муж с 1931 года Генри Перегрин Ренни Хоар (развод в 1941), от брака с которым у неё было двое детей; 2-й муж с 1942 года полковник Эдвард Лейтон Фэншоу, от брака с которым также было двое детей.
- Уильям Джеральд Чарльз Кадоган, 7-й граф Кадоган (13 февраля 1914 — 4 июля 1997), наследник отца
- Леди Александра Мэри Кадоган (10 марта 1920—1985), 1-й муж с 1940 года майор Роберт Гиллиам Бьюкенен (развод в 1949), 2-й муж с 1951 года Норман Хатчинсон Смит. Трое детей от второго брака.